# Важка атлетика на літніх Олімпійських іграх 2024 — до 89 кг (чоловіки)
Змагання з важкої атлетики в категорії до 89 кілограм серед чоловіків на літніх Олімпійських іграх 2024 у Парижі відбудуться 9 серпня на Арені Південний Париж.

## Рекорди
Перед цими змаганнями чинні світовий та олімпійський рекорди були такі:
| Світовий рекорд     | Ривок   | Єйсон Лопес (COL)     | 182 кг | Пхукет, Таїланд        | 6 квітня 2024  |  |
| Світовий рекорд     | Поштовх | Карлос Насар (BUL)    | 223 кг | Доха, Катар            | 10 грудня 2023 |  |
| Світовий рекорд     | Загалом | Лі Даїнь (CHN)        | 396 кг | Чінджу, Південна Корея | 10 травня 2023 |  |
|                     |         |                       |        |                        |                |  |
| Олімпійський рекорд | Ривок   | Олімпійський стандарт | 180 кг | —                      |                |  |
| Олімпійський рекорд | Поштовх | Олімпійський стандарт | 212 кг | —                      |                |  |
| Олімпійський рекорд | Загалом | Олімпійський стандарт | 390 кг | —                      |                |  |

## Результати
| Місце | Спортсмен           | Країна               | Ривок (кг) | Ривок (кг) | Ривок (кг) | Ривок (кг) | Поштовх (кг) | Поштовх (кг) | Поштовх (кг) | Поштовх (кг) | Сума       |
| Місце | Спортсмен           | Країна               | 1          | 2          | 3          | Результат  | 1            | 2            | 3            | Результат    | Сума       |
| ----- | ------------------- | -------------------- | ---------- | ---------- | ---------- | ---------- | ------------ | ------------ | ------------ | ------------ | ---------- |
| 1     | Карлос Насар        | Болгарія (BUL)       | 173        | 177        | 180        | 180        | 213          | 224          | —            | 224 WR, OR   | 404 WR, OR |
| 2     | Єйсон Лопес         | Колумбія (COL)       | 175        | 180        | 180        | 180        | 205          | 205          | 210          | 210          | 390        |
| 3     | Антоніо Піццолато   | Італія (ITA)         | 172        | 172        | 176        | 172        | 212          | 212          | 212          | 212          | 384        |
| 4     | Марін Робу          | Молдова (MDA)        | 170        | 175        | —          | 175        | 200          | 208          | 212          | 208          | 383        |
| 5     | Мірмустафа Джаваді  | Іран (IRI)           | 164        | 168        | 171        | 168        | 204          | 217          | 217          | 204          | 372        |
| 6     | Ю Тон Чу            | Південна Корея (KOR) | 163        | 163        | 168        | 168        | 203          | 211          | 217          | 203          | 371        |
| 7     | Андранік Карапетян  | Вірменія (ARM)       | 170        | 175        | 177        | 170        | 200          | 210          | 215          | 200          | 370        |
| 8     | Кейдомар Вальєнілья | Венесуела (VEN)      | 157        | 162        | 165        | 162        | 190          | 196          | 200          | 196          | 358        |
| 9     | Ромен Імадушен      | Франція (FRA)        | 155        | 155        | 161        | 155        | 195          | 196          | 204          | 196          | 351        |
| 10    | Кайл Брюс           | Австралія (AUS)      | 143        | 148        | 148        | 148        | 182          | 182          | 188          | 182          | 330        |
| —     | Боуді Сантаві       | Канада (CAN)         | 158        | 163        | 166        | 163        | 186          | 187          | 188          | —            | DNF        |
| —     | Карім Абокала       | Єгипет (EGY)         | 165        | 170        | 170        | 165        | —            | —            | —            | —            | DNF        |